# Motor Boat Cruise

Motor Boat Cruise est une ancienne attraction qui était située dans la section Fantasyland du parc Disneyland en Californie.

## L'attraction
L'attraction a ouvert en 1957 sur les rives d'un lagon situé entre Fantasyland et Tomorrowland. Elle utilisait les cours d'eau situés partiellement sous les routes de Junior Autopia et le circuit du Viewliner.
En 1958, plusieurs attractions ferment afin de modifier profondément la zone, ce qui permet d'ouvrir plusieurs attractions en 1959. Junior Autopia ferme pour agrandir le Fantasyland Autopia mitoyen, tandis que Viewliner ferme aussi pour laisser la place au Disneyland Monorail. De l'autre côté du lagon, les Phantom Boats, disparus depuis 1956, ont laissé la place aux sous-marins de Submarine Voyage. Malgré ces nombreux changements, les bateaux de Motor Boat Cruise restent en activité. Rien de change pour eux durant plusieurs décennies.
En 1991, à l'occasion de l'événement consacré aux séries de l'émission Disney Afternoon, l'attraction Motor Boat Cruise reçoit le thème du personnage de Glen des Gummi et les décors montrent la confection de la Gummiboise.
En janvier 1993, alors que le parc ouvre la zone Mickey's Toontown, située juste à côté, l'attraction Motor Boat Cruise ferme définitivement afin officiellement de transférer les coûts d'exploitations de cette couteuse attraction dans la nouvelle zone.
- Ouverture : juin 1957[1]
- Fermeture : 11 janvier 1993[1]
- Conception : WED Entreprises
- Rénovation : du 15 mars au 10 novembre 1991, sur le thème des Gummi[1]
- Ticket requis : B
- Type d'attraction : croisière
- Situation : 33° 48′ 50″ N, 117° 55′ 03″ O

## Statut actuel
Même si l'embarcadère existe toujours et est utilisé comme ponton de détente, dans une zone appelée depuis janvier 1993 Fantasia Gardens, le reste de l'attraction a grandement disparu.
En 2001, une attraction a ouvert à Tokyo DisneySea au Japon, annoncée par Walt Disney Imagineering comme le successeur à la fois de Motor Boat Cruise et d'Autopia : Aquatopia.
En 2007, durant la construction de l'attraction Finding Nemo Submarine Voyage, remplaçant les Submarine Voyage, la plupart des canaux passant sous les voies d'Autopia ont été comblés et remplacés par des décors végétaux. Cette réduction de deux tiers de la surface du lagon a permis de réduire le volume d'eau à clarifier par le système des sous-marins. Après les travaux, la zone de Fantasia Gardens comprenant l'ancien embarcadère a été remplie d'eau en avril 2007 et reste la seule portion visible de l'ancienne attraction.
L'avenir de cette zone dépend dorénavant de ce que veut en faire la direction de Disney car elle représente une importante zone inutilisée s'entendant de Matterhorn Bobsleds à It's a Small World et l'attraction Autopia peut être ré-agencée.[Passage à actualiser]